# 英国探偵ミステリア
『英国探偵ミステリア』（えいこくたんていミステリア）は、花梨エンターテイメントが開発し、マーベラスAQLより2013年3月7日に発売されたPlayStation Portable用女性向け恋愛アドベンチャーゲーム。

## 概要
2015年3月12日をもって株式会社マーベラスとの契約が終了し、現在の権利は花梨エンターテイメントに戻る。
2016年2月11日に花梨エンターテイメントよりPlayStation Vita移植版『英国探偵ミステリア The Crown』が発売された。

## ストーリー
19世紀末のロンドン。貴族のホワイトリー家を継ぐ主人公は、ある日女王のパーティーで起きた事件をきっかけに、名探偵シャーロック・ホームズの息子・ホームズJr.やワトソンJr.と知り合いになる。その数日後、事件解決に貢献した主人公は、女王の薦めで探偵の卵たちが通う名門校の探偵科へ入学することに。ホームズをはじめ、個性豊かな仲間たちと学園生活を送りながら主人公は様々な事件に巻き込まれていく。

## 登場人物
声優表記は「PSP版 / Vita版」。

### メインキャラクター
エミリー・ホワイトリー（デフォルト名/変更可）
声 - 明坂聡美（PSP版） / 大下菜摘（Vita版）
本作の主人公。16歳。身長155cm。趣味は音楽鑑賞。好物はカスタードタルト。
伯爵家の名を継ぐ貴族の令嬢。執事のペンデルトンと共に殺害された両親の事件の真相を追っている。
少々ドジだが、持ち前の明るさと大らかさで様々な事件に果敢に立ち向かっていく。
ホームズJr. / エルロック・ホームズ
声 - 鈴木千尋
1月25日生まれの17歳。身長174cm。血液型AB型。好物は紅茶（プリンスオブウェルズ）。
名探偵シャーロック・ホームズの息子で、自身も探偵として数々の事件を解決に導いている。
頭の回転が非常に速く、冷静沈着な天才肌。物事を理屈で判断するため、周囲に皮肉屋と取られることも。
自分の好きなことに没頭するあまり、寝坊をしてしまうという年相応の少年らしい一面もある。
父親と比べられることに内心、コンプレックスを感じている。
ワトソンJr. / ウィリアム・H（ヘイミッシュ）・ワトソン
声 - 木村良平（PSP版） / 白井悠介（Vita版）
7月10日生まれの17歳。身長178cm。血液型O型。趣味は乗馬。好物はウェルシュ・レアビット。
ワトソン博士の息子。ここぞというときの腕っ節も強く、ホームズの最も信頼する助手。
明朗活発で学園内でもムードメーカー的存在。言葉の足りないホームズのフォロー役に回ることも多い。
女性への気遣いを欠かさないなど英国紳士らしい心得を持つ。
ルパンJr. / ジャン・ルパン
声 - 松風雅也
6月8日生まれの17歳。身長174cm。血液型AB型。趣味はチェス。好物はフラップ・ジャック。
大泥棒・アルセーヌ・ルパンの息子で、その後継者。
ホームズに負けず劣らずの頭脳を持ち、怪盗としての実績は連戦連勝である。
独自の美学を掲げており、己の美学に反することは行わない主義。
昼間は周囲の目を欺くため、探偵科の生徒「ルーピン」として気弱でドジな青年を演じている。
切り裂きジャック / ジャック・ミラーズ
声 - 藤原祐規（PSP版） / 中澤まさとも（Vita版）
10月24日生まれの17歳。身長181cm。血液型AB型。趣味は狩猟。好物はブラックベリーフール。
犯罪組織“スペルバウンド”に属する暗殺者。普段は主人公たちと同じ探偵科に通う。
学園では、ひっそりと過ごしたいようで主人公にもそっけない態度であしらうが、屈託なく近づいてくる主人公と接しているうちに、徐々に変化を見せ始める。
明智 健一郎（あけち けんいちろう）
声 - 三浦祥朗
1月15日生まれの17歳。身長172cm。血液型A型。趣味は書道。好物は寿司。
東国から学園の探偵科に転入して来たエリート留学生。ホームズをライバル視している。
女性に対しては免疫が無く純情。少々古風な恋愛観を持つ。

### サブキャラクター
小林 誠司（こばやし せいじ）
声 - 豊永利行（PSP版） / 山谷祥生（Vita版）
12月2日生まれの16歳。身長162cm。血液型A型。趣味は読書（推理小説）。好物はモナカ。
明智と共に東国からやってきた留学生。
天真爛漫な性格で、パートナーの明智をいつも振り回している。
セーラ・マープル
声 - 本多真梨子（PSP版） / 吉岡麻耶（Vita版）
11月11日生まれの17歳。身長162cm。血液型A型。趣味は洋服作り。好物はメイズ・オブ・オナー。
探偵科でも独特の雰囲気を纏う美少女。頭脳明晰だが、天然ボケと思われる行動をすることがたまにある。
主人公に“餌付け”と称し、お茶の時間にいつもお菓子を振舞っている。
ミス・ハドソン / アビゲイル・ハドソン
声 - 寺崎裕香
2月28日生まれの14歳。身長142cm。血液型B型。趣味はハウスクリーニング。好物はイートンメス。
ホームズやワトソンの暮らすアパートの管理人。背伸びをしたい年頃らしく、大人びた言動をすることも。
主人公のことを気に入り、自ら助手に立候補する。
ラルフ・ペンデルトン
声 - 飯田利信
9月3日生まれ。年齢不詳。身長178cm。血液型A型。趣味はガーデニング。好物はスコーン。
主人公の執事兼ボディーガード。普段は物腰穏やかだが、敵と見做した者には容赦がない。
主人公の幼い頃から親代わりとして厳しくも優しく見守っている。
ホームズ父 / シャーロック・ホームズ
声 - 横田紘一
8月19日生まれ。年齢不詳。身長182cm。血液型AB型。趣味はバイオリン。好物はエール。
ホームズJr.の父親。ロンドン屈指の名探偵として活躍している。
息子のホームズJr.との仲は決して良好とは言えず、たまに会えば親子喧嘩が絶えない。
ルパン父 / アルセーヌ・ルパン
声 - 岩崎征実
4月1日生まれ。身長180cm。血液型B型。趣味はナンパ。好物はフィッシュ&チップス。
ルパンJr.の父親で有名な大泥棒。息子のルパンJr.を溺愛している。
モリアーティ教授 / ジェームズ・モリアーティ
声 - 郷田ほづみ
犯罪組織の首領で、シャーロック・ホームズの宿敵。
かつて、ライヘンバッハの滝でシャーロック・ホームズと対決した際に転落死したということになっていたが…?
モラン大佐 / セバスチャン・モラン
声 - 宮下雄也
モリアーティ教授の右腕。元エリート軍人。
妻を亡くし、自身の存在意義を失っていたところにモリアーティ教授と出会う。
ブラッドリー
声 - 鈴木裕斗
華奢な容貌の美少年だが、暗殺者としての狂気を秘めている。孤児として過ごしていたところをモラン大佐に拾われ、育てられた。
モリアーティ教授に心酔している。武器は短いナイフ。
ポーロック
声 - 小野友樹
ロンドン塔の監獄に幽閉されていたがいつの間にか脱獄していた。サーベルを武器にして戦う。

## スタッフ
- 企画・原案・プロデューサー - 風之宮そのえ
- シナリオ - 菜摘かんな、雪薄
- キャラクターデザイン・原画 - 三村ナツ
- 音楽 - IRUMA RIOKA

## 主題歌
オープニングテーマ「レディ・ミステリア」
作詞 - 菜摘かんな / 作曲 - IRUMA RIOKA / 歌 - ミス・ハドソン（寺崎裕香）
エンディングテーマ「ハニー・ノスタルジア」
作詞 - 菜摘かんな / 作曲 - IRUMA RIOKA / 歌 - エミリー（明坂聡美）

## 関連商品

### 音楽CD
以下、CDの発売元は全て花梨エンターテイメントで、その内、サウンドトラックとミニアルバムの販売はハピネット
- 英国探偵ミステリア キャラクターソングシリーズ vol.1 - vol.10
  1. 「時限迷宮」 / ホームズJr.（鈴木千尋）（2013年3月7日発売）
  2. 「最大風速センチメント」 / ワトソンJr.（木村良平）（2013年3月7日発売）
  3. 「三日月テラスのエトランゼ」 / セーラ・マープル（本多真梨子）（2013年4月11日発売）
  4. 「おやすみメランコリア」 / 切り裂きジャック（藤原祐規）（2013年4月11日発売）
  5. 「おませな☆レディ☆カスタード」 / ミス・ハドソン（寺崎裕香）（2013年5月16日発売）
  6. 「踊れムーラン・ルージュ」 / ルパンJr.（松風雅也）（2013年5月16日発売）
  7. 「ビスケット&ハニー&ホリデイ」 / 小林誠司（豊永利行）（2013年5月16日発売）
  8. 「螺鈿のラファーガ」 / 明智健一郎（三浦祥朗）（2013年6月6日発売）
  9. 「お出かけには傘をお忘れなく」 / ペンデルトン（飯田利信）（2013年6月6日発売）
  10. 「おはようリトル・ベリー」 / エミリー（明坂聡美）（2013年6月6日発売）

- 英国探偵ミステリア コンプリートアルバム -オペラ座の音楽祭-（2015年10月16日発売）

- 英国探偵ミステリア サウンドトラック「ミステリアスシンフォニー」（2013年4月11日発売）
- 英国探偵ミステリアTheCrown ミニアルバム「ザ・ミュージック・クラウン」（2016年2月11日発売）

### DVD
以下、発売元は花梨エンターテイメント
- 英国探偵ミステリア〜ミステリアスパレード〜 イベントDVD（2013年8月23日発売）
- 英国探偵ミステリア ミュージカルライブ〜オペラ座の怪事件〜 イベントDVD（2014年2月14日発売）

### 書籍
以下、書籍の発売元は全て一二三書房
- 英国探偵ミステリア 公式アートブック（2014年3月14日発売）
- 小説 英国探偵ミステリア 〜機械男爵と時計屋敷の謎〜（著：菜摘かんな･風之宮そのえ、2014年4月4日発売）

## イベント
2013年1月6日に、光が丘IMAホールにて、イベント「英国探偵ミステリア〜ミステリアスパレード〜」が開催された。本イベントでは、出演声優11名が担当キャラクターと同じ衣装で登場し、キャラクターソングと芝居を中心とした「ミュージカル風朗読イベント」となっている。
2013年6月15日に、日本教育会館 一ツ橋ホールにて、単独イベント第2弾「英国探偵ミステリア〜オペラ座の怪事件〜」が開催された。「オペラ座の怪人」を題材に出演声優が歌や朗読劇を披露する。